# Wczasy pod gruszą
Wczasy pod gruszą – potoczne określenie na wczasy finansowane samodzielnie przez pracownika, a następnie refundowane w części lub w całości przez pracodawcę z funduszu świadczeń socjalnych. Świadczenie i wysokość ulgi ma charakter uznaniowy.  Wartość świadczenia ustala się według cen rynkowych. Regulamin dostępu do funduszy świadczeń określa regulamin u danego pracodawcy. 
Decydując o finansowaniu wczasów pod gruszą pracodawca ma obowiązek brać pod uwagę sytuację życiową pracownika, jego warunki socjalne i materialne. Nie wszyscy pracownicy są uprawnieni do tej formy pomocy. 
Wczasy pod gruszą były szczególnie popularne w PRL. Istotą tej formy wakacji jest samodzielne zorganizowanie wypoczynku, np. na działce, u rodziny na wsi, w gospodarstwie agroturystycznym itp.
„Wczasy pod gruszą” są używane współcześnie jako potoczne i nieco ironiczne określenie wakacji lokalnych lub skromnych, ale także formalnie – bo wiele zakładów nadal oferuje pracownikom świadczenie urlopowe z ZFŚS (Zakładowy Fundusz Świadczeń Socjalnych), nazywane właśnie w ten sposób.